# Abisares (geslacht)
Abisares is een geslacht van rechtvleugeligen uit de familie veldsprinkhanen (Acrididae). De wetenschappelijke naam van dit geslacht is voor het eerst geldig gepubliceerd in 1878 door Stål.

## Soorten
Het geslacht Abisares omvat de volgende soorten:
- Abisares depressus Uvarov, 1938
- Abisares viridipennis Burmeister, 1838